# 小笠原家長
小笠原 家長（おがさわら いえなが）は、戦国時代の信濃伊那郡の松尾城主。信濃守護小笠原氏分家の松尾小笠原家当主。

## 生涯
父は信濃守護の小笠原光康。子に小笠原定基（さだもと）。
応仁元年（1467年）からの応仁の乱では東軍側に付いた。
文明5年（1473年）、家長は将軍足利義政の命により、子の小笠原定基や木曾家豊（木曾義元の父）と共に東美濃攻略のため、足利義視方の土岐成頼が京に居る隙に、美濃恵那郡の大井城や土岐郡の釜戸村にあった荻之島城を攻め落とした。
その後、恵那郡の中部と土岐郡の一部は、天文3年（1534年）まで小笠原氏の駐留が続いた。
京極氏のお家騒動（京極騒乱）にも介入した。東軍の京極政経・多賀高忠に加勢して西軍の京極高清、多賀清直・宗直父子、六角高頼を打ち破った。
『小笠原文書』によると武田兵庫助を介して、文明10年（1478年）、尾張の守護代であった織田敏定の要請で美濃の斎藤妙椿を牽制するため、援軍を送っている。
小笠原家当主の家督を巡り、従兄にあたる信濃守護・小笠原政秀と対立し、文明12年（1480年）、政秀によって討たれた。なお、寛政重修諸家譜などでは延徳2年（1490年）10月15日死去とされている。